# إبراهيم يافوز
إبراهيم يافوز (بالتركية: İbrahim Yavuz)‏ (10 نوفمبر 1982 في تركيا - ) هو لاعب كرة قدم تركي في مركز الظهير. شارك مع منتخب تركيا تحت 17 سنة لكرة القدم ومنتخب تركيا تحت 19 سنة لكرة القدم ومنتخب تركيا تحت 20 سنة لكرة القدم ومنتخب تركيا تحت 21 سنة لكرة القدم. أما مع النوادي، فقد لعب مع أضنة سبور وأنقرة غوجو وبولو سبور وشانلي أورفا سبور وغلطة سراي وقيصري إيرسيسبور وكايسري سبور وTKİ Tavşanlı Linyitspor ‏ وMardinspor ‏ ونادي غلطة سراي ‏ وديار بكر سبور ‏ وGaziosmanpaşaspor ‏.

## وصلات خارجية
- إبراهيم يافوز على موقع اتحاد تركيا (لاعب) (الإنجليزية)
- إبراهيم يافوز على موقع قاعدة بيانات كرة القدم.إي يو (الإنجليزية)
- إبراهيم يافوز على موقع عالم كرة القدم.نت (الإنجليزية)